# Parijs-Tours 1963
Parijs-Tours 1963 ofwel, de 57ste editie  werd verreden op zondag 6 oktober 1963. De wedstrijd had een lengte van 255 kilometer, startte in Parijs en eindigde in Tours.
De Nederlander Jo de Roo won de wedstrijd.
Deze wedstrijd was onderdeel van de Super Prestige Pernod.

## Uitslag
| Plaats  | Naam               | Ploeg                       | Tijd     |
| ------- | ------------------ | --------------------------- | -------- |
| Winnaar | Jo de Roo          | St. Raphael-Gitane          | 6u30'41" |
| 2       | Tom Simpson        | Peugeot-BP-Englebert        | z.t.     |
| 3       | Raymond Poulidor   | Mercier-BP-Hutchinson       | z.t.     |
| 4       | Carmine Preziosi   | Pelforth-Sauvage-Lejeune    | z.t.     |
| 5       | Willy Bocklant     | Faema-Flandria              | z.t.     |
| 6       | Rolf Wolfshohl     | Peugeot-BP-Englebert        | z.t.     |
| 7       | Norbert Kerckhove  | Dr. Mann                    | z.t.     |
| 8       | Luis Otaño         | Margnat-Paloma-D'Alessandro | z.t.     |
| 9       | Ferdinand Bracke   | Peugeot-BP-Englebert        | z.t.     |
| 10      | Frans Melckenbeeck | Mercier-BP-Hutchinson       | + 0'09"  |

1896 · 
1897 · 
1898 · 
1899 · 
1900 · 
1901 · 
1902 · 
1903 · 
1904 · 
1905 · 
1906 · 
1907 · 
1908 · 
1909 · 
1910 · 
1911 · 
1912 · 
1913 · 
1914 · 
1915 · 
1916 · 
1917 · 
1918 · 
1919 · 
1920 · 
1921 · 
1922 · 
1923 · 
1924 · 
1925 · 
1926 · 
1927 · 
1928 · 
1929 · 
1930 · 
1931 · 
1932 · 
1933 · 
1934 · 
1935 · 
1936 · 
1937 · 
1938 · 
1939 · 
1940 · 
1941 · 
1942 · 
1943 · 
1944 · 
1945 · 
1946 · 
1947 · 
1948 · 
1949 · 
1950 · 
1951 · 
1952 · 
1953 · 
1954 · 
1955 · 
1956 · 
1957 · 
1958 · 
1959 · 
1960 · 
1961 · 
1962 · 
1963 · 
1964 · 
1965 · 
1966 · 
1967 · 
1968 · 
1969 · 
1970 · 
1971 · 
1972 · 
1973 · 
1974 · 
1975 · 
1976 · 
1977 · 
1978 · 
1979 · 
1980 · 
1981 · 
1982 · 
1983 · 
1984 · 
1985 · 
1986 · 
1987 · 
1988 · 
1989 · 
1990 · 
1991 · 
1992 · 
1993 · 
1994 · 
1995 · 
1996 · 
1997 · 
1998 · 
1999 · 
2000 · 
2001 · 
2002 · 
2003 · 
2004 · 
2005 · 
2006 · 
2007 · 
2008 · 
2009 · 
2010 · 
2011 · 
2012 · 
2013 · 
2014 · 
2015 · 
2016 · 
2017 · 
2018 · 
2019 ·
2020 ·
2021 ·
2022 ·
2023 ·
2024 ·
2025